# Galagoides demidovii
Galagoides demidovii é uma espécie de primata da família Galagidae. Pode ser encontrado em Angola, Benim, Burkina Faso, Burundi, Camarões, República Centro-Africana, República do Congo, República Democrática do Congo, Costa do Marfim, Guiné Equatorial, Gabão, Gana, Guiné, Libéria, Mali, Nigéria, Ruanda, Serra Leoa, Tanzânia, Togo, Uganda, possivelmente Quênia e Malawi.